# Kate Micucci
Kate Micucci (prononcé /mɨˈkuːtʃi/ ) est une actrice, humoriste, chanteuse et autrice américaine, née le 31 mars 1980 dans le New Jersey. Elle est connue aux États-Unis pour son duo Garfunkel and Oates avec l'actrice Riki Lindhome.

## Jeunesse et études
Née à Jersey City dans le New-Jersey de parents italiens,, Micucci grandit à Nazareth, Pennsylvanie, à Lehigh Valley où elle prend ses premières leçons de piano.
Elle est diplômée en 1998 de la Nazareth Area High school. Elle obtient un «Associate of Arts» en Arts appliqués au Keystone College à La Plume, Pennsylvanie, où elle étudie la peinture et la fabrication de marionnettes. Elle travaille pendant quelque temps à Hawaï où elle entretient des plants de bananiers. Elle décide d'aller à la Loyola Marymount University, Los Angeles, où elle reçoit un «Bachelor of Arts» d'Art studio en 2003.

## Carrière
Après avoir fait de nombreuses émissions de marionnettes, Micucci commence à apparaître à la télévision dans des publicités, des séries telles que How I Met Your Mother, Leçons sur le mariage  et apparaît dans quelques films. Elle a des rôles récurrents dans Raising Hope (série diffusée sur Canal+ en juillet 2011), et Scrubs.
En 2009, elle réalise un EP 5-titres Songs puis en 2010 un EP 6-titres "Phone Home". Micucci joue dans un court-métrage Imaginary Larry co-réalisé par Riki Lindhome, sa partenaire de Garfunkel and Oates.
Entre 2013 et 2016, elle apparaît dans plusieurs épisodes de The Big Bang Theory.
Depuis 2015, elle est la voix officielle de Vera Dinkley de la franchise Scooby-Doo.
Elle incarne la voix de Zaza Vanderquack dans La Bande à Picsou depuis 2017.

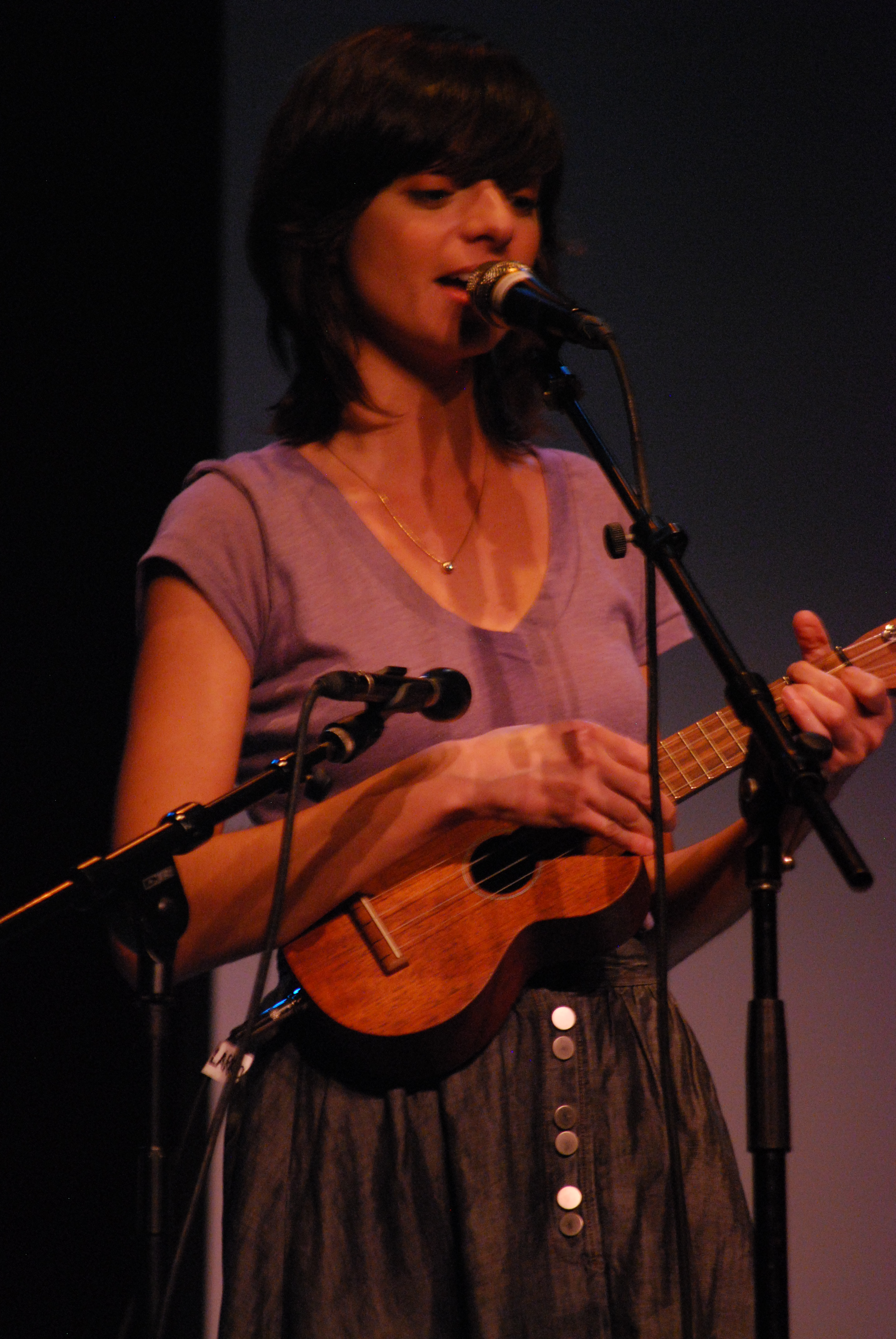
L'actrice en 2010.

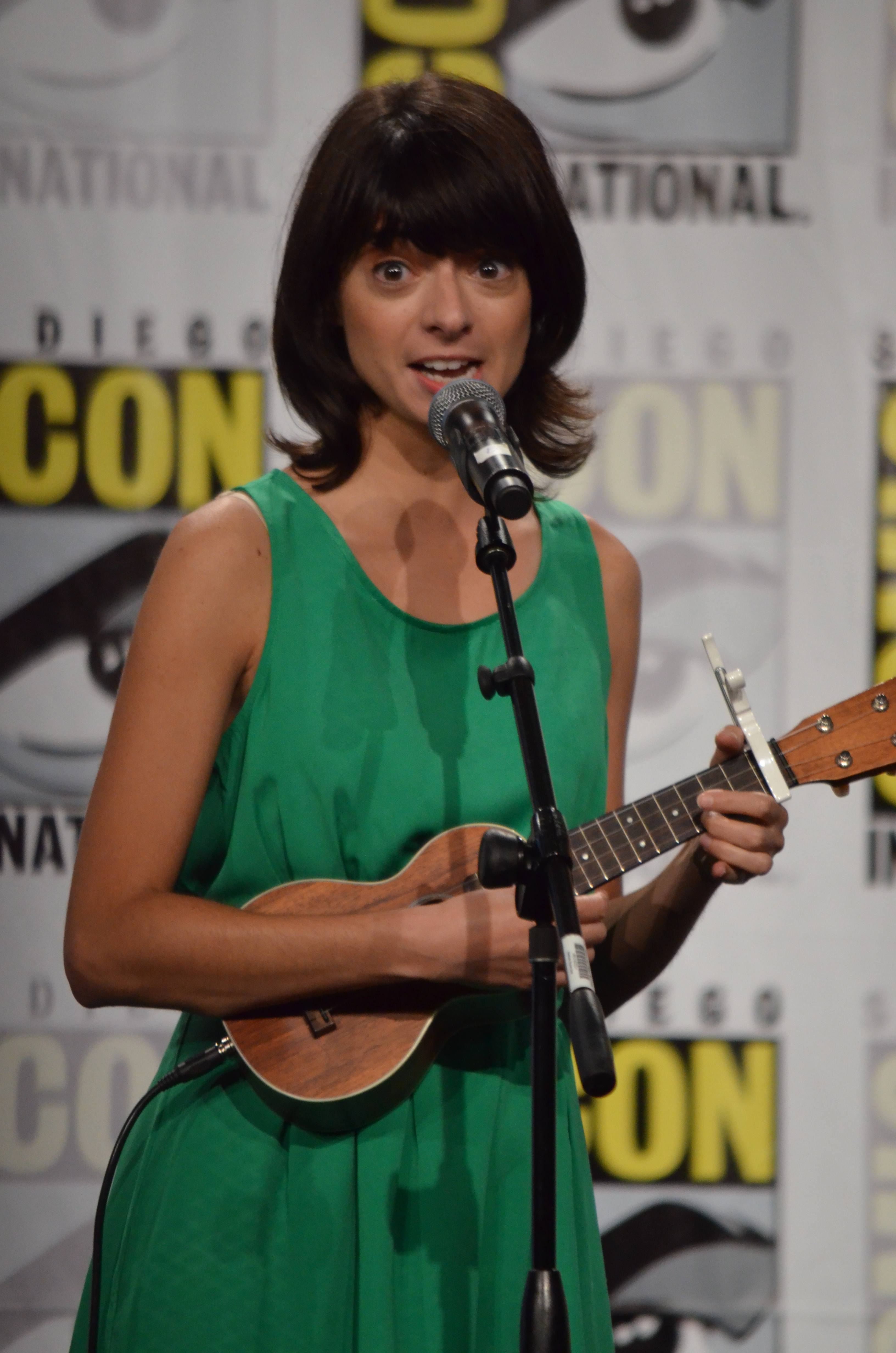
Kate Micucci au Comic-Con de San Diego en 2012.

## Filmographie

### Cinéma
- 2010 : C'était à Rome (When in Rome) de Mark Steven Johnson : Stacy
- 2013 : Decoding Annie Parker de Steven Bernstein (en) : Rachel
- 2014 : Electric Slide de Tristan Patterson : Sue Fellucci
- 2014 : Rudderless de William H. Macy : Peaches
- 2014 : Search Party de Scot Armstrong : Membre d'un duo de chanteurs dans un mariage
- 2014 : Planes 2 (Planes: Fire & Rescue) : Voix divers
- 2014 : Rio 2 : Tiny (Voix)
- 2015 : Bob l'éponge, le film : Un héros sort de l'eau (The SpongeBob Movie: Sponge Out of Water) : Popsicle (Voix)
- 2016 : Place à l'impro (en) (Don't Think Twice) de Mike Birbiglia : Allison
- 2016 : Bad Cat (Kötu Kedi Şerafettin) : Taco / Misscat  (Voix)
- 2017 : Les Bonnes Sœurs (The Little Hours) de Jeff Baena : Ginerva
- 2017 : Sandy Wexler de Steven Brill : Infirmière Trisha
- 2017 : Lego Batman, le film (The Lego Batman Movie) : Basil Karlo / Gueule d'argile (Voix)
- 2018 : Show Dogs : Un pigeon (Voix)
- 2019 : Juste pour rire (The Last Laugh) de Greg Pritikin : Jeannie
- 2019 : Jay et Bob contre-attaquent… encore (Jay and Silent Bob Reboot) de Kevin Smith : une employée du Mooby's
- 2021 : Flora & Ulysses de Lena Khan : Rita
- 2022 : Clerks 3 de Kevin Smith : une employée du Mooby's
- 2024 : The 4:30 Movie de Kevin Smith : la mère de Melody

### Télévision
- 2006 : Malcolm (Malcolm in the Middle) : Heather ( saison 7, épisode 21)
- 2006 : How I Met Your Mother : officier de l'état civil ( saison 2, épisode 8)
- 2007 : Cory est dans la place (Cory in the House) : Becky (2 épisodes)
- 2009 : Leçons sur le mariage (Rules of Engagement) : Tanya (1 épisode)
- 2009 : Scrubs : Stephanie Gooch (saison 8, épisode 8, 9 et 17)
- 2010 : Pour le meilleur et le pire ('Til Death) : Ally (saison 4, 12 épisodes)
- 2010 : Weeds : Rayeanne - Serveuse ( saison 6, épisode 6)
- 2010-2014 : Raising Hope : Shelley (saisons 1 à 4, 26 épisodes)
- 2010 : Bored to Death : Sherri ( saison 2, épisode 4 et 6)
- 2011-2015 : Adventure Time (Adventure Time with Finn and Jake) (série d'animation) : Wendy, Chips, Bunny Mom (2 épisodes)
- 2011 : Suburgatory : Cindy - assistante dentaire (saison 1, épisode 6)
- 2012 : Psych : Enquêteur malgré lui (Psych) : Penny Chalmers - artiste (saison 6, épisode 14)
- 2013-2019 : Teen Titans Go! (série d'animation) :  	Parry / Velma Dinkley (2 épisodes)
- 2013-2017 : The Big Bang Theory : Lucy (Saisons 6, 7 et 10, 8 épisodes)
- 2013 : Key & Peele : Scout (épisode Mr. T PSA)
- 2013-2019 : Steven Universe (série d'animation) : Sadie Miller  (voix)
- 2014-2017 : Les Tortues Ninja (Teenage Mutant Ninja Turtles) (série d'animation) : Irma, Rook, Woman (8 épisodes)
- 2014 : Ben 10: Omniverse (série d'animation) : Luhley (2 épisodes)
- 2015-2018 : Trop cool, Scooby-Doo ! ( Be Cool, Scooby-Doo!) (série d'animation) : Vera Dinkley
- 2015 : The Comedians (en) (épisode Overhear) : Elle même
- 2015-2018 : Another Period : Eunice (5 épisodes)
- 2015-En cours : Félibert, le chaventurier (Nature Cat)  (série d'animation) : Daisy
- 2016-2019 : La Loi de Milo Murphy (Milo Murphy's Law) (série d'animation) : Sara
- 2016-2019 : Easy : Annie (3 épisodes)
- 2017 : Will et Grace (Will & Grace) : Page (1 épisode)
- 2017-2021 : La Bande à Picsou (Ducktales) (série d'animation) : Zaza Vanderquack (voix)
- 2017-2020 : Unikitty! (série d'animation) : Docteur Fox (voix)
- 2018 : Swedish Dicks : Ally (saison 2, épisode 5)
- 2018-En cours : Spy Kids : Mission critique (Spy Kids: Mission Critical) (série d'animation) : Therese (voix)
- 2018 : Supernatural (série d'animation) :  Vera Dinkley (épisode Scoobynatural)
- 2019 : Mom : Patty (2 épisodes)
- 2019 : Scooby-Doo et Compagnie (Scooby-Doo and Guess Who?) (série d'animation) : Vera Dinkley
- 2019 : Supergirl : Guide touristique (épisode Event Horizon)
- 2019 : Elena d'Avalor (Elena of Avalor) (série d'animation)  : Jeune fille (épisode Sauver un Oiseau-Soleil)
- 2019 : Steven Universe Future (série d'animation) : Sadie Miller (épisode La fête de fin d'études)
- 2019 : Steven Universe, le film (Steven Universe: The Movie) (téléfilm d'animation) : Sadie Miller
- 2020 : La Colo magique (Summer Camp Island) (série d'animation) : Accordéon  (épisode L'Instrument de Lucy)
- 2021 : American Horror Story Double Feature (saison 10 Death Valley) : Jackie Kennedy (épisode Conflit intérieur)
- 2021 : Inside Job (série d'animation) : Charlie (épisode Séquence nostalgie)
- 2021 : Amphibia (série d'animation) : Terri (épisode If You Give a Frog a Cookie)
- 2022 : Le Cabinet de curiosités de Guillermo del Toro (Guillermo del Toro's Cabinet of Curiosities) : Stacey (épisode The Outside)

## Voix françaises
En France, Barbara Beretta, est la voix française régulière de Kate Micucci depuis la série Scrubs en 2009.
En France
| - Barbara Beretta, dans : - Scrubs (série télévisée) - Raising Hope (série télévisée) - Psych : Enquêteur malgré lui (série télévisée) - The Big Bang Theory (série télévisée) - The Comedians (en) (série télévisée) - Les Bonnes Sœurs (VF) - Juste pour rire - Jay et Bob contre-attaquent… encore - Supergirl (série télévisée) - Le Cabinet de curiosités de Guillermo del Toro (série télévisée) - Caroline Pascal, dans (les séries d'animation) : - Teen Titans Go! (voix) - Trop cool, Scooby-Doo ! (voix) - Scooby-Doo et Compagnie (voix) | - Audrey Sablé, dans : - Easy (série télévisée, 1re voix) - Place à l'impro (en) Et aussi - Kelly Marot dans Pour le meilleur et le pire (série télévisée) - Marie Diot dans Steven Universe (voix) - Anna Tirtaine dans Rio 2 (voix) - Elsa Poisot (Belgique) dans Félibert, le chaventurier (voix) - Julie Basecqz (Belgique) dans La Loi de Milo Murphy (voix) - Céline Ronté dans Unikitty! (voix) - Nathalie Spitzer dans Easy, (série télévisée, 2e voix) - Claire Baradat dans Sandy Wexler - Camille Donda dans La Bande à Picsou (voix) - Ludivine Deworst (Belgique) dans Les Bonnes Sœurs (VFB) - Valérie Nosrée dans Show Dogs - Delphine Braillon dans Flora et Ulysse - Laurence Sacquet dans Dog Man (voix) |